# Insert-Material
Insert-Material ist in der Textilbranche eine hochwertige Anwendungs- und Einarbeitungsform von Nässesperr-Membranen in Bekleidungsstücke.
Durch ein loses Einlegen des Insert-Materials zwischen Oberstoff und Futterstoff des Bekleidungsteils wird eine besonders hohe Funktionalität in Bezug auf die Wärmeregulierung erzielt. Die Membrane wird dafür meist auf ein Trägermaterial aufkaschiert, auf ein Gewebe, auf Maschenware oder einen Vliesstoff. Der Oberstoff kann durch die separate Einarbeitung mit allen modischen oder funktionellen Details getrennt genäht werden, die Funktion der Membrane wird nicht durch zusätzliche Nähte beeinträchtigt. Ein weiterer Vorteil ist, dass die Membrane als Meterware vorrätig gehalten werden kann.
Insert-Material wird häufig bei der Kombination von wärmenden Einlagen zur Verbesserung der Isolierung mit Membranen angewandt.